# GayLib (França)
GayLib é uma organização LGBT filiada à Union pour un mouvement populaire, um partido político da francês que atualmente se encontra no poder. O seu presidente é Jean-Michel Durand.

## História
A criação de GayLib foi apoiada por Jean-Pierre Raffarin, Philippe Douste-Blazy, Alain Juppé, and François Baroin. Em 2002 os seus membros tomaram parte no desfile do Orgulho Gay em Paris pela primeira vez. Desde 2007 têm se encontrado com os The Pink Panthers, Act Up and AIDES devido à oposição da UMP ao casamento homossexual.  Todavia, a UMP afirma aos GayLib que o partido endossou leis contra crimes de ódio, melhorou o PaCS, criou o HALDE e tentou de descriminalisar a homossexualidade através do apelo de Rama Yade às Nações Unidas.